# Capron (Virgínia)
Capron é uma cidade  localizada no estado norte-americano de Virginia, no Condado de Southampton.

## Demografia
Segundo o censo norte-americano de 2000, a sua população era de 167 habitantes.
Em 2006, foi estimada uma população de 170, um aumento de 3 (1.8%).

## Geografia
De acordo com o United States Census Bureau tem uma área de
0,4 km², dos quais 0,4 km² cobertos por terra e 0,0 km² cobertos por água. Capron localiza-se a aproximadamente 27 m acima do nível do mar.

## Localidades na vizinhança
O diagrama seguinte representa as localidades num raio de 24 km ao redor de Capron.